# 나카무라 다쿠미
나카무라 다쿠미(일본어: 中村 拓海, 2001년 3월 16일~)는 일본의 축구 선수이다.

## 구단 경력
그는 2019년 J1리그의 FC 도쿄에 입단했다. 2021년까지 35경기에 출전. 2022년 J2리그의 요코하마 FC로 이적했다. 2022년 J2리그 준우승으로 J1리그로 승격했다. 2023년후 J2리그에 강등했다. 2025년 J1리그의 세레소 오사카로 이적했다.